# 2022年の猛暑 (中国)
2022年中国の猛暑（2022ねんちゅうごくのもうしょ）は、2022年の6月～8月にかけて中国を襲った記録的な高温（猛暑）。中国国内の多くの都市で最高気温の記録が塗り替えられた。

## 概況
各地で記録が残る1961年以降で一番の猛暑になっている。平均猛暑日数は12日と、例年より約5日多くなった。特に華北、華東、西南エリアの猛暑日数はほとんどが20日以上、河南省、湖北省、安徽省、江蘇省、重慶市などの猛暑日数は30日以上に達している。上海市では、今夏で40度以上の日が40日を超えた。
湖北省竹山県では44.6度、重慶市北碚区では44.5度、河北省霊寿県では44.2度を記録するなど中国の国家気象ポイント262ヶ所で、最高気温が過去最高に並ぶ、または超えることとなった。
中国中央気象台は段階で最も深刻な赤色の高温警報を連日発令している。

## 原因
温暖高気圧に覆われて暖かい空気が地上付近に停滞していることやラニーニャ現象の影響で大気循環の異常が続いていることなどが要因に挙げられる。

## 影響
干ばつが発生しており、被害が深刻になっている。各地の農家が農作物が枯れる被害を受けたほか江西省では飲み水も足りず支援を求める市民が2万人になっている。また、エアコンの需要が高まっているものの干ばつの影響などで水力発電所の発電量も減少し、電力不足になっている。
猛暑と電力不足が特に深刻な四川省は15日、省内の工場に対して6日間の操業停止を指示した。また、オフィス、ショッピングモールでの電力制限も行った。
また、中国国内のインターネットでは「もはや40度では全国高温ランキングに入らない」という話題が検索トレンド入りしている。